# Blek stenmurkla
Blek stenmurkla (Gyromitra gigas) är en svampart som först beskrevs av Julius Vincenz von Krombholz, och fick sitt nu gällande namn av Mordecai Cubitt Cooke 1878. Blek stenmurkla ingår i släktet stenmurklor och familjen Discinaceae.  Arten är reproducerande i Sverige. Inga underarter finns listade i Catalogue of Life.
Den växer på våren och försommaren och är ofta bunden till ved där den växer. Den verkar inte innehålla gyromitrin som sin giftiga släkting stenmurkla, men eftersom den är svår att skilja från den, och dessutom är smaklös, rekommenderas den inte som matsvamp.

## Källor

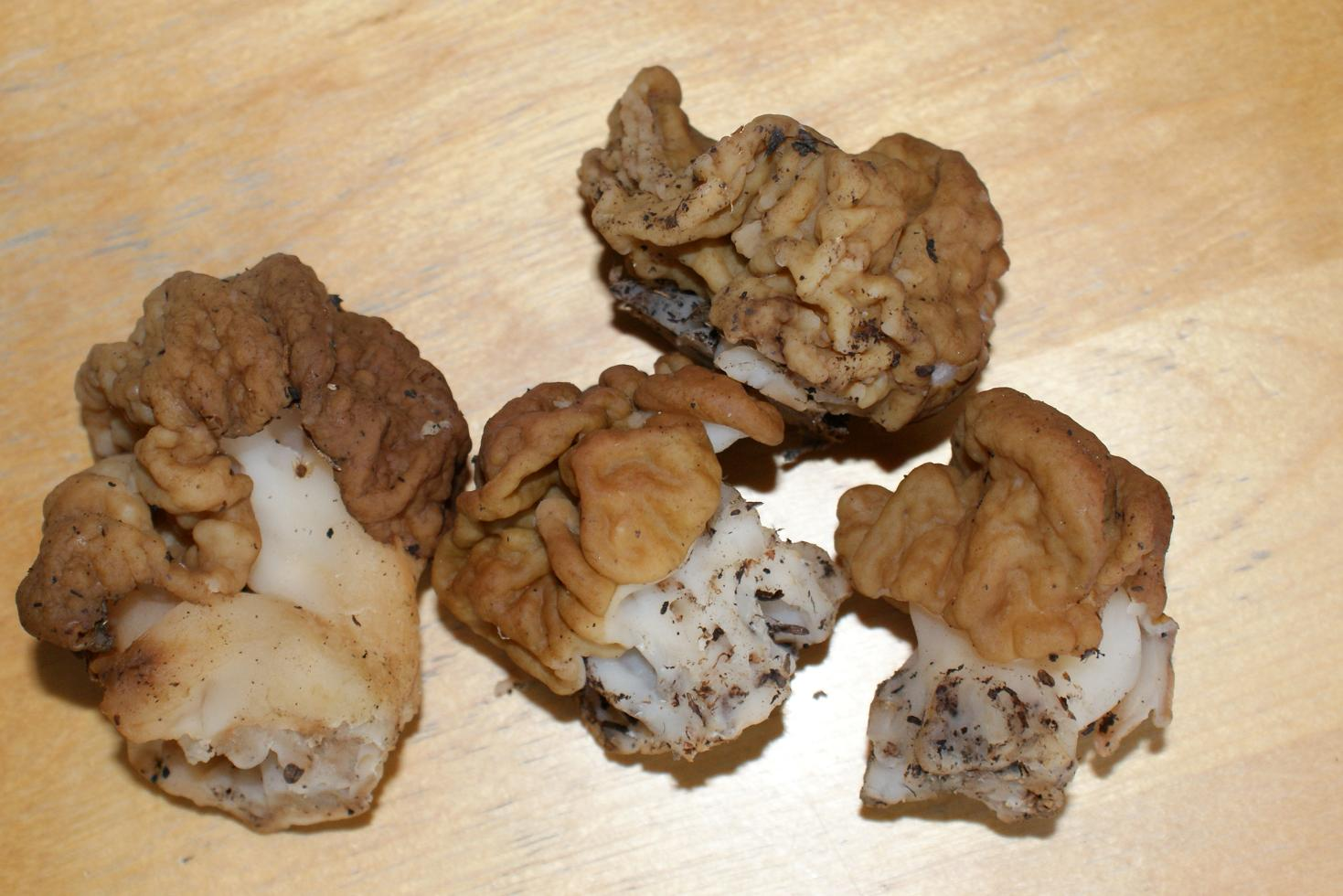